# Байко, Василий Парамонович
Василий Парамонович Байко (22.03.1900 — 1978) — агроном-почвовед, кандидат сельскохозяйственных наук, лауреат Сталинской премии.

## Биография
С 1930-х гг. научный сотрудник Каменно-Степной государственной селекционной станции.
С 1946 по 1960 год руководил отделом земледелия и кормопроизводства Воронежского НИИ экономики сельского хозяйства (с 1955 г. — филиал ВНИИЭСХ).

## Награды и звания
- Сталинская премия 2 степени (1946 год) — за научную разработку и внедрение в практику сельского хозяйства травопольной системы земледелия в условиях степных полузасушливых районов Юго-Восточной зоны и выведение новых ценных сортов зерновых культур.[1]